# Myrmica ravasinii
Myrmica ravasinii (лат.) — вид мелких муравьёв рода Myrmica (подсемейство мирмицины).
Редкий вид, включён в Красную книгу Армении.

## Распространение
Палеарктика: Албания, Армения, Греция, Грузия, Турция.

## Описание
Мелкие рыжевато-коричневые муравьи длиной около 5 мм. Отличается крупными лопастями на месте изгиба скапуса усика, узким лбом, длинными шипиками заднегрудки. Стебелёк между грудкой и брюшком состоит из двух члеников: петиолюса и постпетиолюса (последний чётко отделён от брюшка), жало развито, куколки голые (без кокона). Предпочитает полуксерофильные биотопы и открытые и светлые леса на высотах от 800 до 1800 м.

## Систематика
Myrmica ravasinii близок к виду Myrmica pelops (Греция) и относится к видовой группе schencki group. Вид был впервые описан в 1923 году итальянским мирмекологом и учителем Бруно Финци (Bruno Finzi, 1897—1941) и назван в честь итальянского врача и энтомолога профессора Карло Равазини (Prof. Carlo Ravasini; 1874—1959, Trieste), нашедшего типовую серию в ходе своей экспедиции в Албанию.